# Sochocin (village)
Pour les articles homonymes, voir Sochocin.
Sochocin (prononciation : [bjɛˈlanɨ]) est une ville polonaise de la gmina de Sochocin dans le powiat de Płońsk de la voïvodie de Mazovie dans le centre-est de la Pologne.
C'est le siège administratif (chef-lieu) de la gmina appelée gmina (district) de Sochocin.
De 1975 à 1998, le village appartenait administrativement à la voïvodie de Ciechanów.

## Histoire
Les archives historiques concernant Sochocin remontent au Modèle:S-14. Située sur la rivière Wkra, la ville était le centre économique du marché local. Il était situé sur la route commerciale reliant le Grand-Duché de Lituanie à la Couronne. Lla route entre les villes de Poznań - Vilnius menait à Moscou.
Le 1er octobre 1385, le duc de Mazovie Janusz Ier l'Aîné signe un document accordant des privilèges aux habitants de Sochocin. En 1404, la ville est achetée par Ścibor de Sochocin - l'un des nobles les plus éminents de la Mazovie médiévale, maréchal de la cour de Janusz Ier l'Aîné et chambellan de Zakoczym. En 1492, le nouveau propriétaire Janusz II de Płock, intéressé par le développement de la ville et la possibilité d'augmenter les revenus qu'elle génère, renouvelle les droits de cité de Sochocin. En 1495, la ville devient le siège du district de Sochocinek et le lieu où se tenaient les tribunaux appelés roka.
En 1524, Feliks Brzeski, voïvode de Mazovie, reçoit la ville princière de Sochocin ainsi que d'autres villages. En 1533, la ville est détruite par un incendie qui a détruit la plupart des bâtiments.
En 1869, à la suite de la réforme administrative menée par les autorités tsaristes, Sochocin perd son droit de ville après 484 ans. Les activités de russification s'intensifient et la langue russe devient obligatoire dans l'administration et le système judiciaire.
Au début de la Seconde Guerre mondiale, Sochocin comptait 1 750 habitants. En novembre 1939, les terres du nord de la Mazovie (y compris Sochocin) sont intégrées dans le Reich sous le nom de district de Ciechanow.
En 1940, des camps de travaux forcés allemands sont érigés à Kuchary Żydowskie et Smardzewo (Płońsk). En 1941, pendant l'occupation allemande, les habitants de Sochocin et des environs ont été expulsés et réduits en esclavage. De nombreuses personnes sont mortes mais beaucoup ont participé au mouvement de résistance armée au sein de l’Armée de l’Intérieur et du BCH. Les maisons et les fermes ont été occupées par les nazis dans le cadre de la politique du Lebensraum. Le 18 janvier 1945, l'occupation allemande de Sochocin prend fin.

## Géographie
Cette petite ville est à environ 8 kilomètres au nord-est de Płońsk (siège du powiat) et à 65 kilomètres au nord-ouest de Varsovie (capitale de la Pologne). Elle comptait une population de 1 945 résidents en 2006, passée à 1 939 en 2021.
La commune se situe dans une zone de plaine, dans la vallée glaciaire de la rivière Wkra. L'altitude varie de 85 à 112 mètres au-dessus du niveau de la mer. La route nationale n° 50 traverse la ville. À Sochocin, il y a une église St. Jean Baptiste (pl).

## Sports
Sochocin est le siège du club sportif municipal Wkra Sochocin, qui joue actuellement dans la ligue du district de Ciechanów-Ostrołęka. Elle joue ses matchs au stade municipal de Sochocin, qui peut accueillir 500 personnes.